# Santa María (Ilocos Sur)
Santa María  (Bayan ng  Santa Maria) es un municipio filipino de tercera categoría perteneciente a  la provincia de Ilocos del Sur en la Región Administrativa de Ilocos, también denominada Región I.

## Barangays
Santa María se divide, a los efectos administrativos, en 33  barangayes o barrios, conforme a la siguiente relación:
| - Ag-agrao - Ampuagan - Baballasioan - Baliw Daya - Baliw Laud (Simbu-ok) - Bia-o - Butir - Cabaroan - Danuman del Este - Danuman del Oeste - Dunglayan | - Gusing - Langaoan - Laslasong del Norte - Laslasong del Sur - Laslasong del Oeste - Lesseb - Lingsat - Lubong - Maynganay del Norte - Maynganay del Sur (San Ignacio) - Nagsayaoan | - Nagtupacan - Nalvo - Pacang - Penned - Población del Norte - Población del Sur - Silag - Sumagui - Suso - Tangaoan - Tinaan |